# Valberto Amorim dos Santos
Valberto Amorim dos Santos (sinh ngày 16 tháng 3 năm 1973) là một cầu thủ bóng đá người Brasil.

## Sự nghiệp câu lạc bộ
Valberto Amorim dos Santos đã từng chơi cho Albirex Niigata.

## Thống kê câu lạc bộ

### J.League
| Đội             | Năm       | J.League | J.League | J.League Cup | J.League Cup | Tổng cộng | Tổng cộng |
| Đội             | Năm       | Trận     | Bàn      | Trận         | Bàn          | Trận      | Bàn       |
| --------------- | --------- | -------- | -------- | ------------ | ------------ | --------- | --------- |
| Albirex Niigata | 2002      | 29       | 11       | -            | -            | 29        | 11        |
| Tổng cộng       | Tổng cộng | 29       | 11       | 0            | 0            | 29        | 11        |